# Heringhausen (Diemelsee)
Heringhausen à Waldeck, dans le Upland et dans le Sauerland, fait partie de la municipalité de Diemelsee dans le nord de la Hesse. En 2023, le lieu a une histoire de 1000 ans. Heringhausen est une Station climatique reconnue.
Heringhausen est situé entre Dortmund et Kassel au sud de Paderborn, à peu près au milieu d'un triangle avec les sommets Korbach, Brilon et Marsberg dans le parc naturel de Diemelsee. Toutes les zones de peuplement de Heringhausen se trouvent sur les rives du Diemelstausee. La route nationale 3078 traverse la ville.

## Histoire
Historiquement, le village est situé à Ittergau. Jusqu'à environ 700 apr. J.-C., la région était saxonne, jusqu'à ce que la Franconie Austrasienne prenne la relève. Heringhausen était située dans la région frontalière entre le Duché de Saxe au nord et le Duché de Franconie au sud. Dans le même temps, la ligne Benrath, qui marque une frontière linguistique historique entre le dialecte de Hesse du Nord et les dialectes de Westphalie tels que le Sauerland Platt, et la ligne dat-das dans cette région suivent un cours similaire. Des frontières géographiques linguistiques à petite échelle pour la prononciation des voyelles ont été détectées autour de Heringhausen jusqu'au XXe siècle. Ecclésiastiquement, l'endroit était subordonné au Hochstift Paderborn. Les propriétaires étaient les comtes, plus tard princes de Waldeck. Après la dissolution de l'État libre de Waldeck en 1929, Heringhausen se rendit dans la province prussienne de Hesse-Nassau. Après 1945, le lieu a d'abord appartenu à la zone d'occupation américaine et au Grand Hesse, puis à l'état de Hesse.
Le 14 janvier 1023, l'endroit est mentionné en tant que Hardinghuson dans les répertoires des biens du documentaire monastère de Kaufungen, présenté comme un cadeau de l'empereur Henri II à ce monastère, à la même date que les "documents impériaux" de Henri II. Le diplôme original de cette donation a été archivé aux Archives de l’Etat de Münster. La mention documentaire suivante a été faite en 1043, lorsque l'abbé du monastère de Corvey, l'église Saint-Magnus à Horhusen (Niedermarsberg) a donné la dîme de l'endroit. Le patronage à Heringhausen est resté jusqu'à l'introduction de la Réforme dans le comté de Waldeck en 1526 au monastère de Kaufungen.
Plusieurs modifications foncières et féodales (également pour des parties) sont documentées pour Heringhausen, qui s'achève en 1565 avec le transfert des droits de propriété au comté de Waldeck. Depuis lors, Heringhausen appartenait au bureau Eisenberg, au Gogericht Flechtdorf et à la place libre Schweinsbühl. La réforme a été introduite dans le village vers 1542 par le pasteur Johann Pistor et à partir de 1550 par le pasteur Daniel Dillen (1550 à 1601). La place avait en 1738 vingt maisons. Pour l'année 1788, un "Eisenhammer von Pohlmann" est connu. En 1822, Johann Gunther Friedrich Cannabich mentionne qu'il y a 206 habitants à Heringhausen, un moulin à poudre et un "marteau d'armes". En vertu de la loi électorale du 23 mai 1849, le lieu a été attribué par la princesse Emma Waldeck et Pyrmont à la circonscription VIII de la principauté impériale Waldeck-Pyrmont. D'après le recensement du 1er décembre 1885, les chiffres suivants ont été enregistrés pour le lieu: 32 bâtiments résidentiels comprenant 33 ménages, 113 résidents masculins et 99 résidents féminins, 211 protestants et une personne de confession catholique. À la place 3 places de logement ont été notées: à côté de la place principale Kotthausen avec 2 bâtiments résidentiels et 8 habitants ainsi que Reuemühle avec une maison et 8 personnes ont été énumérés.
Dans le cadre de la Kinderlandverschickung de la Seconde Guerre mondiale, la Gasthaus Giesing était le camp KLV Ku 023. Des enfants des écoles primaires de Ihringshausen et de Sandershausen y ont été accueillis à l’automne 1944.
Le 31 décembre 1971, Heringhausen et douze autres communautés auparavant indépendantes formèrent la nouvelle communauté de Diemelsee.
En 2015, l'union économique des paroisses de la région de Diemelsee a également été décidée pour Heringhausen. Dans l'acte du 12 novembre 2015, toutes les propriétés de la paroisse sont énumérées en détail. Dans le document ont été traités avec les positions 24, 25 et 30 de l'immobilier de l'église protestante dans le district de Heringhausen. Cela concernait une propriété d'un peu plus de 10 hectares, qui ne constituait qu'une fraction de la propriété de l'église médiévale du village.
Pour l'émergence du nom de lieu Heringhausen, plusieurs variantes sont connues. À l'origine, le nom se composait d'une composition de -inghūsen et du nom personnel Hard (i) / Hardo, qui est dû au mot racine "Hardu" (ancien dur, fort, puissant, audacieux '). Dans la littérature, l'interprétation est donnée: "chez les gens du Hard (i) / Hardo".
L'existence de plusieurs lieux avec le même développement de nom est documentée. Dans ce contexte, l'identification correcte du lieu dans les documents repose sur le contexte. Dans les actes du monastère de Kaufungen, les noms de lieux Hardinghuson (1023), Herdinchußen, Herdynckhusen et Hertighusin sont occupés comme noms de lieu au début. Parmi les autres documents figure Heriwardeshuson (1043). À côté de l'année 1674, on trouve sur la plus ancienne des clochers la référence au nom de lieu Herdinghausen.

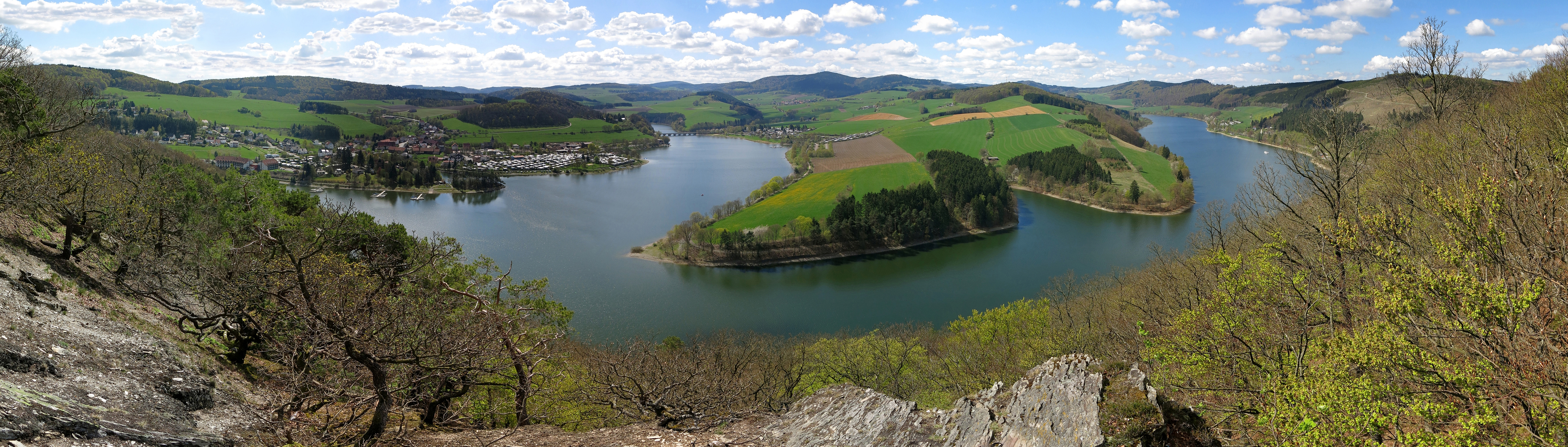
Heringhausen
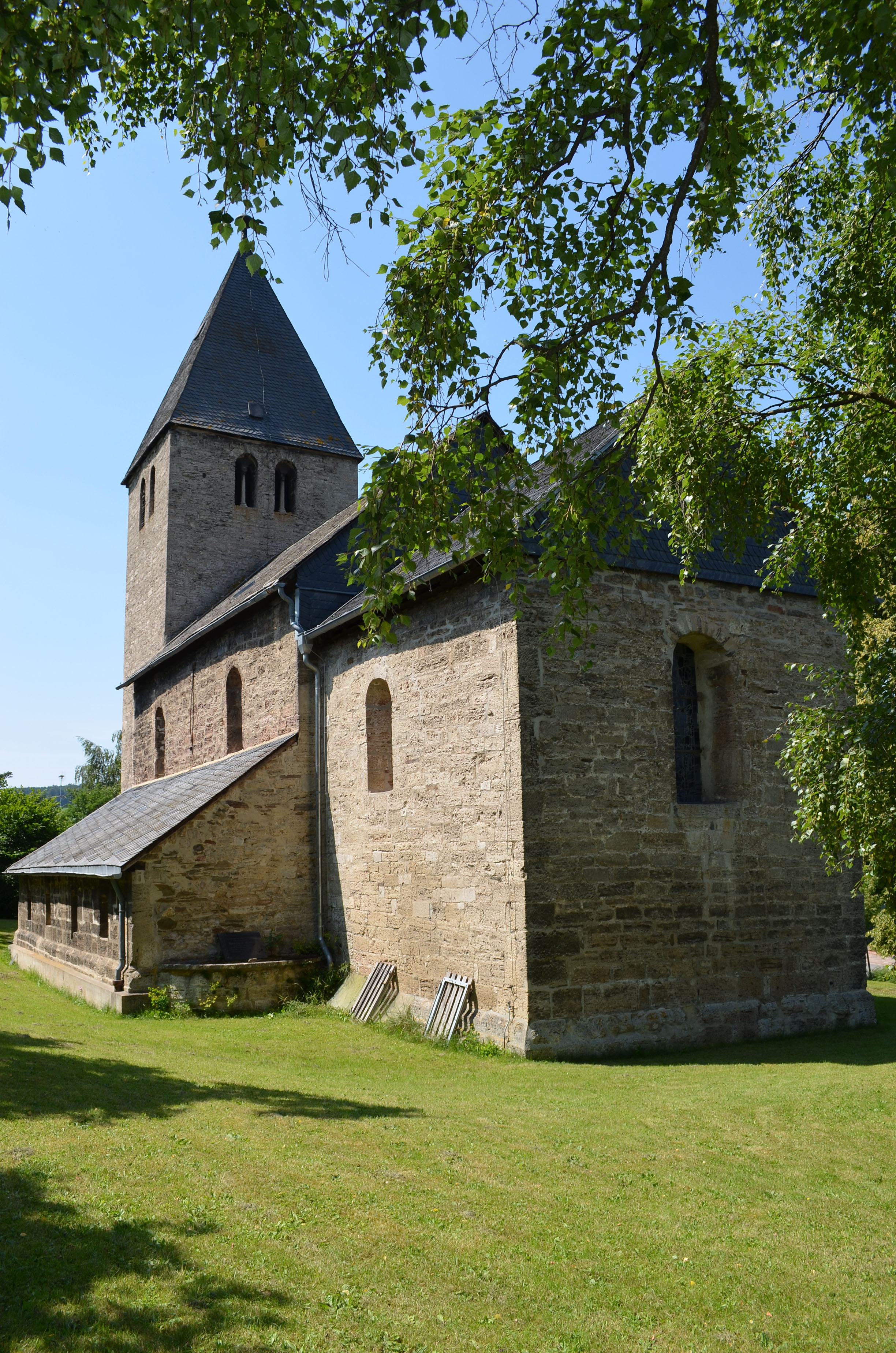
eglise de Heringhausen